# Mã Lai thuộc Anh
Mã Lai thuộc Anh (tiếng Anh: British Malaya) là một trong những thuộc địa của Đế quốc Anh, bao gồm Định cư Eo biển (thành lập năm 1826), Liên bang Mã Lai (thành lập năm 1895) và năm quốc gia Ma Lai (chủ quyền đã giành được từ năm 1904 đến 1909). đã làm thay đổi thành phần của Liên hiệp Mã Lai và Liên bang Mã Lai, cho đến khi độc lập năm 1957.